# Малий Шуйбеляк
Малий Шуйбеля́к (рос. Малый Шуйбеляк, марій. Изи Шӱвылак) — присілок у складі Новотор'яльського району Марій Ел, Росія. Входить до складу Чуксолинського сільського поселення.

## Населення
Населення — 98 осіб (2010; 122 у 2002).
Національний склад (станом на 2002 рік):
- марійці — 100 %